# 遥くらら
遥 くらら（はるか くらら、1955年〈昭和30年〉11月9日 - ）は元宝塚歌劇団星組・雪組トップ娘役で元女優。本名：山崎 久美子（やまさき くみこ、山崎は旧姓）。
神奈川県横浜市出身。宝塚歌劇団時代の愛称はモック。身長166cm（1976年4月）。

## 来歴
神奈川学園高等学校1年中退後、1972年に宝塚音楽学校へ入学。1974年、第60期生として宝塚歌劇団に入団。入団時の成績は40人中37位。星組・花組合同公演『虞美人』で初舞台を踏む。翌年4月7日、星組へ配属。入団当初は男役であった。
1975年、TBSのポーラテレビ小説『加奈子』の主役に抜擢され出演。以降も『おゆき』『美しき殺意』『1年B組新八先生』など、現役の歌劇団生徒ながらも外部のドラマ出演も多くこなした。
1977年5月、入団4年目に『風と共に去りぬ』のスカーレット・オハラ役に抜擢。その後、正式に娘役に転向し、次作の『テームズの霧に別れを／セ・マニフィーク』より鳳蘭の相手役として星組トップ娘役に就任。公称166cmの身長は当時の娘役では異例の長身だった。『誰がために鐘は鳴る』のマリア、『白夜わが愛』の染乃などの大作のヒロインを次々に演じた。
1979年、鳳退団後、後任トップスター瀬戸内美八の相手役を2作品のみ務めた。
1980年、新トップスターとなった麻実れいの相手役として雪組に組替え。新トップコンビお披露目公演は『花の舞拍子／青き薔薇の軍神－アンジェリクII－』。美貌と華、息のあった演技で麻実とのコンビはゴールデンコンビと謳われた。二番手男役スター（寿ひずる、高汐巴、平みち）にも恵まれ、『ジャワの踊り子』、『うたかたの恋』などの名作を残した。
1984年7月30日、『風と共に去りぬ』の東京公演千秋楽を最後に宝塚歌劇団を退団。「宝塚の娘役ナンバーワン」と謳われ、さよならショーが2日間にわたって行われたのは娘役として史上初だった。遥の退団後、雪組は翌1985年の麻実の退団まで後任トップ娘役を特定せず空位とした。
退団後は東宝芸能に所属して女優として活動。退団後間もなく出演した『桜の園』のワーリャ役で第10回（1984年度）菊田一夫演劇賞を受賞し、1990年には『細雪』の雪子役で第45回文化庁芸術祭賞（演劇部門）を受賞した。また、1985年にはNHK新大型時代劇の『真田太平記』のヒロイン・お江役で広く知られるようになり、その後も多くのテレビドラマに出演。
1990年代前半に一般男性と結婚し芸能界を引退した。ただし、引退後も宝塚関連の出版物等のインタビューや取材に応じることはある。
2012年2月25日、宝塚歌劇団での先輩で『細雪』で共演した女優の淡島千景の通夜に参列した。
2014年、宝塚歌劇団100周年を祝う祭典『時を奏でるスミレの花たち』に参加し、30年ぶりに宝塚大劇場の舞台に立った。また、100周年に伴い、宝塚歌劇の発展に貢献した「殿堂入り100人」にも最年少で選出された。
2016年1月8日、NHKのあさイチ「プレミアムトーク　草刈正雄」でVTRによる出演。自身が出演したNHK新大型時代劇「真田太平記」と草刈正雄について語った。

## 人物・エピソード
- 一人っ子である[13]。中学1年生の終わりに初めて宝塚を観劇し、当時花組トップスターであった甲にしきに憧憬し宝塚を志す[14]。
- 愛称の「モック」は、フジテレビアニメ『樫の木モック』のタイトルロールに顔立ちが似ていたという理由で同期生の月丘千景が名付けた[15]。
- 芸名は劇作家の矢代静一が命名[16]。「遥」は「遥か彼方を目指す」、「くらら」はキリスト教の聖女クララ、ロベルト・シューマンの妻・クララ・シューマンが由来となっている[17]。
- 宝塚現役当時は歌が苦手であったが、反面芝居が上手く演技派の娘役として好評を得た。相手役の一人である麻実からは「非常にナチュラルで作らない芝居をする娘役さん」[18]、矢代からは「彼女の登場により、宝塚の娘役の演技が一歩前へ踏み出した」[19]など、多くの演出家や生徒たちから評された。

## 宝塚歌劇団時代の主な舞台出演

### 初舞台・星組時代
- 虞美人（1974年3月-4月）＊初舞台
- 夕陽のジプシー（1976年10月-11月） - ガージョ 役、新人公演：カリア 役（本役：峰さを理）
- 風と共に去りぬ（1977年5月-6月） - スカーレット・オハラ 役　＊この作品を最後に娘役に転向[3]

### 星組トップ娘役時代
- テームズの霧に別れを/セ・マニフィーク（1977年11月-12月）

テームズの霧に別れを - アン王女 役
- 誰がために鐘は鳴る（1978年5月-6月）- マリア 役
- いのちある限り（1978年9月-10月） - お紋 役・宝塚バウホール公演
- 宝花集/セ・シャルマン!（1978年11月-12月）

宝花集 - 小竹 役
- 白夜わが愛（1979年5月-6月）- 染乃 役
- アンタレスの星/薔薇パニック（1979年9月-11月）

アンタレスの星 - メルセデス夫人 役
- 心中恋の大和路（1979年11月 - 12月）-  梅川 役・宝塚バウホール公演

### 雪組トップ娘役時代
- 花の舞拍子/青き薔薇の軍神（1980年10月-11月）

花の舞拍子 - 芸者 役
青き薔薇の軍神 - アンジェリク 役
- 恋の特ダネ（1981年1月） - サンドラ 役・宝塚バウホール公演
- 彷徨のレクイエム（1981年5月-6月）- 第二部：リュドミラ 役、第三部：アナスタシア 役
- かもめ翔ぶ海/サン・オリエント・サン―太陽讃歌―（1981年11月-12月）

かもめ翔ぶ海 - 蔦吉 役
サン・オリエント・サン - サンサーラ 役
- ジャワの踊り子（1982年5月-6月）- アルヴィア 役
- パリ変奏曲/ゴールデン・ドリーム（1982年11月-12月）

パリ変奏曲 - リリー 役
- うたかたの恋/グラン・エレガンス（1983年5月-6月）

うたかたの恋 - マリー・ヴェッツェラ 役
- ブルー・ジャスミン―砂漠の愛―/ハッピーエンド物語（1983年8月-9月）

ブルー・ジャスミン - ローナ・モレル 役
ハッピーエンド物語 - メアリー・キャラメール 役
- 風と共に去りぬ（1984年3月-5月） - スカーレット・オハラ 役　＊退団公演

## 宝塚歌劇団退団後の主な舞台出演
- 桜の園（1984年） - ワーリャ 役
- 細雪（1985年〜1990年）- 雪子 役
- ラ・カージュ・オ・フォール（1985年） - アンヌ 役
- 風と共に去りぬ（1987年） - メラニー役
- ハムレット（1987年） - オフィーリア役
- うつせみ川（1987年）
- 三味線お千代（1987年、1988年） - 風子役
- オセロ（1988年） - デズデモーナ役
- 淀どの日記（1989年）
- 蘆火野（1989年、1991年）
- 千姫様（1989年）
- 真夜中の招待状（1990年）
- 風流深川唄（1990年）
- 新版 香華（1990年）
- 女坂（1991年、1992年）
- 蒼き狼（1992年）

## 映画出演
- お吟さま（1978年）
- 子象物語 地上に降りた天使（1986年）

## テレビドラマ出演

### 宝塚歌劇団時代
- 加奈子（1975年、TBSポーラテレビ小説）
- 美しき殺意（1976年、TBS金曜ドラマ）
- もう一人のかぐや姫（1977年、NHK）
- おゆき（1977年、TBS）
- 愛がわたしを（1978年、TBS）
- いま暁の鐘が・五代友厚伝（1978年、MBS、大阪商工会議所百年記念ドラマ）
- はいからさんが通る（1979年、関西テレビ宝塚テレビロマン） - ラリサ
- 連続テレビ小説 マー姉ちゃん（1979年、NHK総合） - 久美子
- 3年B組金八先生 最終回（1980年、TBS） -  篠原久美子
- 1年B組新八先生（1980年、TBS） -  篠原久美子
- 水戸黄門第11部　第2話「夏祭り・姫君暗殺計画・二本松」妙姫（1980年、TBS系）
- ああ禁煙（1980年、TBS東芝日曜劇場）
- 銭形平次第762回「娘せんせい奮斗記」（1981年、フジテレビ）
- 親と子の誤算（1982年、TBS金曜ドラマ）

### 宝塚歌劇団退団後
- 真田太平記 （1985年、NHK新大型時代劇）
- ハロー!グッバイ（1985年、TBSコカコーラ・スペシャル）
- 華やかな誤算 （1985年、TBS金曜ドラマ）
- 季節はずれのお雛さま（1986年、TBS東芝日曜劇場）
- 裸の大将20（1986年、関西テレビ）
- ふたりぼっち女と女（1986年、NHK、ドラマ人人間模様） - 熊貝涼子 役
- 女と女 華やかな春（1987年1月3日、フジテレビ） -  成沢さやか 役
- お望みどおり（1987年、TBS東芝日曜劇場）
- ことわれなくて（1987年、北海道放送/東芝日曜劇場）
- ぐるめ家族（1988年、毎日放送妻そして女シリーズ）
- 蛍たちの挽歌（1988年、フジテレビ男と女のミステリー）
- おやじのヒゲ3（1988年、TBS土曜ドラマスペシャル）
- 二十歳 もっと生きたい（1988年・日本テレビ24時間ドラマスペシャル）
- ジャンプ（1988年、TBSドラマ23）
- 母の言いぶん（1989年、NHK銀河テレビ小説）- 野上和子 役
- ふたたびの海（1989年、NHK）
- 魔除け（1989年、関西テレビ直木賞作家サスペンス）
- 青春家族（1989年、NHK連続テレビ小説）
- 母のケッコン（1989年、TBS東芝日曜劇場）
- 雨宿りの季節（1989年、毎日放送）
- 浅見光彦ミステリー6 唐津・佐用姫伝説殺人事件（1989年、日本テレビ火曜サスペンス劇場）
- 歯（1989年、日本テレビ火曜サスペンス劇場）
- 14年目の友情（1990年、テレビ東京月曜・女のサスペンス）
- 獄門島（1990年、フジテレビ横溝正史シリーズ）
- かの姫は来たり（1991年、RKB毎日放送/東芝日曜劇場）
- 小樽運河（1991年、TBS月曜ドラマスペシャル）
- 藤山寛美物語（1991年、毎日放送）

## CM出演
- サントリー 赤玉パンチ（1980年頃 - ）
- マルアイ（1982年頃 - ） - 「くらら、マルアイ！」のセリフが知られている。
- 森永製菓
  - 森永ビスケット（クララシリーズ）シンフォニー ※ 南田洋子と共演　
  - 森永ビスケット クララ（1982年）※ 南田洋子と共演
  - ボンソワール（1983年）
- 花王 ファミリーフレッシュ

## ディスコグラフィー
- 遥くらら / 失われた時を求めて c/w こいうた (1976.08。日本コロムビア PK-18)
- 遥くらら / 愛のプロムナード c/w あらし (1977.02。日本コロムビア PK-82)
- 遥くらら / だれかさん c/w にじの歌 (1980。CBSソニー 06SH-801)
- 麻実れい・遥くらら / 心に翼をつけよう c/w 禁じられた恋 (1981。CBSソニー 07SH-994)